# Industriel
Industriel ist eine der vier wichtigsten Herstellungskategorien der französischen Appellation d’Origine Protegée (AOP) für Käsesorten. Dabei wird die Milch bei einer Reihe von Produzenten in manchmal auch weit entfernt liegenden Regionen eingekauft und in industriellem Maßstab hergestellt.
Die produzierten Mengen sind auf diese Weise sehr groß. Käsesorten, die so hergestellt werden, sind in der Regel in ganz Frankreich erhältlich. Viele werden auch exportiert.
Weitere zugelassene Herstellungskategorien der Appellation d’Origine Contrôlée sind Artisanal, Coopératives und Fermier.